# Exotela minuscula
Exotela minuscula är en stekelart som beskrevs av Griffiths 1967. Exotela minuscula ingår i släktet Exotela och familjen bracksteklar. Inga underarter finns listade i Catalogue of Life.